# Kosi Kalan
Kosi Kalan es una ciudad y municipio situada en el distrito de Mathura en el estado de Uttar Pradesh (India). Su población es de 60074 habitantes (2011). 

## Demografía
Según el censo de 2011 la población de Kosi Kalan era de 60074 habitantes, de los cuales 31926 eran hombres y 28148 eran mujeres. Kosi Kalan tiene una tasa media de alfabetización del 69,83%, superior a la media estatal del 67,68%.